# Peter Kažimír
Peter Kažimír (sinh ngày 26 tháng 6 năm 1968) là chính khách người Slovakia. Hiện tại, ông đang giữ chức vụ thống đốc Ngân hàng Quốc gia Slovakia kể từ ngày 1 tháng 6 năm 2019.